# Wimbledon 1998
De 112e editie van het Britse grandslamtoernooi, Wimbledon 1998, werd gehouden van maandag 22 juni tot en met zondag 5 juli 1998. Voor de vrouwen was het de 105e editie van het graskampioenschap. Het toernooi werd gespeeld bij de All England Lawn Tennis and Croquet Club in de wijk Wimbledon van de Britse hoofdstad Londen.
Op de eerste zondag tijdens het toernooi (Middle Sunday) werd traditioneel niet gespeeld.
Het toernooi van 1998 trok 424.998 toeschouwers.

## Belangrijkste uitslagen
Mannenenkelspel

Finale: Pete Sampras (Verenigde Staten) won van Goran Ivanišević (Kroatië) met 6-7, 7-6, 6-4, 3-6, 6-2
Vrouwenenkelspel

Finale: Jana Novotná (Tsjechië) won van Nathalie Tauziat (Frankrijk) met 6-4, 7-6
Mannendubbelspel

Finale: Jacco Eltingh (Nederland) en Paul Haarhuis (Nederland) wonnen van Todd Woodbridge (Australië) en Mark Woodforde (Australië) met 2-6, 6-4, 7-6, 5-7, 10-8
Vrouwendubbelspel

Finale: Martina Hingis (Zwitserland) en Jana Novotná (Tsjechië) wonnen van Lindsay Davenport (Verenigde Staten) en Natallja Zverava (Wit-Rusland) met 6-3, 3-6, 8-6
Gemengd dubbelspel

Finale: Serena Williams (Verenigde Staten) en Maks Mirni (Wit-Rusland) wonnen van Mirjana Lučić (Kroatië) en Mahesh Bhupathi (India) met 6-4, 6-4
Meisjesenkelspel

Finale: Katarina Srebotnik (Slovenië) won van Kim Clijsters (België) met 7-6, 6-3
Meisjesdubbelspel

Finale: Eva Dyrberg (Denemarken) en Jelena Kostanić (Kroatië) wonnen van Petra Rampre (Slovenië) en Iroda Tulyaganova (Oezbekistan) met 6-2, 7-6
Jongensenkelspel

Finale: Roger Federer (Zwitserland) won van Irakli Labadze (Georgië) met 6-4, 6-4
Jongensdubbelspel

Finale: Roger Federer (Zwitserland) en Olivier Rochus (België) wonnen van Michaël Llodra (Frankrijk) en Andy Ram (Israël) met 3-6, 6-4, 7-5

## Toeschouwersaantallen en bezoekerscapaciteit
|           |        | Eerste week |         | Tweede week |
| --------- | ------ | ----------- | ------- | ----------- |
| Maandag   |        | 33.838      |         | 35.647      |
| Dinsdag   | 33.688 | 33.504      |         |             |
| Woensdag  | 37.423 | 33.019      |         |             |
| Donderdag | 36.003 | 29.236      |         |             |
| Vrijdag   | 34.945 | 28.257      |         |             |
| Zaterdag  | 35.008 | 26.338      |         |             |
| Zondag    | –      | 28.065      |         |             |
| Totaal    |        | 424.998     | 424.998 | 424.998     |

|  | = slecht weer (meer dan twee uur niet gespeeld) |
|  | = gehele dag niet gespeeld, vanwege de regen    |

| Baan                           | Zitplaatsen                    | Staanplaatsen                  |                                | Baan                           | Zitplaatsen |
| ------------------------------ | ------------------------------ | ------------------------------ | ------------------------------ | ------------------------------ | ----------- |
| Centre Court                   | 13.120                         | –                              |                                | Court No. 9                    | –           |
| Court No. 1                    | 11.429                         | –                              | Court No. 10                   | –                              |             |
| Court No. 2                    | 2.220                          | 770                            | Court No. 11                   | 162                            |             |
| Court No. 3                    | 800                            | –                              | Court No. 12                   | –                              |             |
| Court No. 4                    | –                              | –                              | Court No. 13                   | 1.541                          |             |
| Court No. 5                    | –                              | –                              | Court No. 14                   | 318                            |             |
| Court No. 6                    | 250                            | –                              | Court No. 15                   | 318                            |             |
| Court No. 7                    | 250                            | –                              | Court No. 18                   | 788                            |             |
| Court No. 8                    | –                              | –                              | Court No. 19                   | 305                            |             |
| Totaal zitplaatsen             | Totaal zitplaatsen             | Totaal zitplaatsen             | Totaal zitplaatsen             | Totaal zitplaatsen             | 31.501      |
| Totaal staanplaatsen           | Totaal staanplaatsen           | Totaal staanplaatsen           | Totaal staanplaatsen           | Totaal staanplaatsen           | 770         |
|                                |                                |                                |                                |                                |             |
| Bezoekerscapaciteit tennispark | Bezoekerscapaciteit tennispark | Bezoekerscapaciteit tennispark | Bezoekerscapaciteit tennispark | Bezoekerscapaciteit tennispark | 32.000      |

## Uitzendrechten
In Nederland was Wimbledon te zien op de publieke omroep op Nederland 2 en Nederland 3. Er werd dagelijks rechtstreeks verslag gedaan van 13.00 uur tot ongeveer 20.10 uur.
De uitzendrechten waren in eerste instantie voor de periode van 1997 tot en met 1999 gekocht door de commerciële sportzender Sport 7. Deze zender werd echter op 8 december 1996 van het scherm gehaald na financiële problemen, waarna de rechten weer vrij kwamen.
Verder kon het toernooi ook gevolgd worden bij de Britse publieke omroep BBC, waar uitgebreid live-verslag werd gedaan op de zenders BBC One en BBC Two.
1877 · 1878 · 1879 · 1880 · 1881 · 1882 · 1883 · 1884 · 1885 · 1886 · 1887 · 1888 · 1889 · 1890 · 1891 · 1892 · 1893 · 1894 · 1895 · 1896 · 1897 · 1898 · 1899 · 1900 · 1901 · 1902 · 1903 · 1904 · 1905 · 1906 · 1907 · 1908 · 1909 · 1910 · 1911 · 1912 · 1913 · 1914 · 1915–1918 · 1919 · 1920 · 1921 · 1922 · 1923 · 1924 · 1925 · 1926 · 1927 · 1928 · 1929 · 1930 · 1931 · 1932 · 1933 · 1934 · 1935 · 1936 · 1937 · 1938 · 1939 · 1940–1945 · 1946 · 1947 · 1948 · 1949 · 1950 · 1951 · 1952 · 1953 · 1954 · 1955 · 1956 · 1957 · 1958 · 1959 · 1960 · 1961 · 1962 · 1963 · 1964 · 1965 · 1966 · 1967
↓ open tijdperk ↓
1968 (m-v-md-vd-gd) · 1969 (m-v-md-vd-gd) · 1970 (m-v-md-vd-gd) · 1971 (m-v-md-vd-gd) · 1972 (m-v-md-vd-gd) · 1973 (m-v-md-vd-gd) · 1974 (m-v-md-vd-gd) · 1975 (m-v-md-vd-gd) · 1976 (m-v-md-vd-gd) · 1977 (m-v-md-vd-gd) · 1978 (m-v-md-vd-gd) · 1979 (m-v-md-vd-gd) · 1980 (m-v-md-vd-gd) · 1981 (m-v-md-vd-gd) · 1982 (m-v-md-vd-gd) · 1983 (m-v-md-vd-gd) · 1984 (m-v-md-vd-gd) · 1985 (m-v-md-vd-gd) · 1986 (m-v-md-vd-gd) · 1987 (m-v-md-vd-gd) · 1988 (m-v-md-vd-gd) · 1989 (m-v-md-vd-gd) · 1990 (m-v-md-vd-gd) · 1991 (m-v-md-vd-gd) · 1992 (m-v-md-vd-gd) · 1993 (m-v-md-vd-gd) · 1994 (m-v-md-vd-gd) · 1995 (m-v-md-vd-gd) · 1996 (m-v-md-vd-gd) · 1997 (m-v-md-vd-gd) · 1998 (m-v-md-vd-gd) · 1999 (m-v-md-vd-gd) · 2000 (m-v-md-vd-gd) · 2001 (m-v-md-vd-gd) · 2002 (m-v-md-vd-gd) · 2003 (m-v-md-vd-gd) · 2004 (m-v-md-vd-gd) · 2005 (m-v-md-vd-gd) · 2006 (m-v-md-vd-gd) · 2007 (m-v-md-vd-gd) · 2008 (m-v-md-vd-gd) · 2009 (m-v-md-vd-gd) · 2010 (m-v-md-vd-gd) · 2011 (m-v-md-vd-gd) · 2012 (m-v-md-vd-gd) · 2013 (m-v-md-vd-gd) · 2014 (m-v-md-vd-gd) · 2015 (m-v-md-vd-gd) · 2016 (m-v-md-vd-gd) · 2017 (m-v-md-vd-gd) · 2018 (m-v-md-vd-gd) · 2019 (m-v-md-vd-gd) · 2020 · 2021 (m-v-md-vd-gd) · 2022 (m-v-md-vd-gd) · 2023 (m-v-md-vd-gd) · 2024 (m-v-md-vd-gd)
Lijst van Wimbledonwinnaars · Toernooien per editie